# Pegomya kuankuoshuiensis
Pegomya kuankuoshuiensis este o specie de muște din genul Pegomya, familia Anthomyiidae, descrisă de Wei în anul 1988. Conform Catalogue of Life specia Pegomya kuankuoshuiensis nu are subspecii cunoscute.